# Hajdúnánási gyógyfürdő

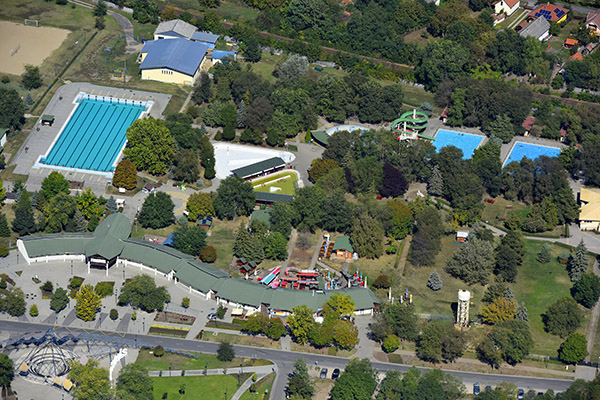
A gyógyfürdő és strand magasból

Hajdúnánás városa Hajdúszoboszló és Debrecen mellett Hajdú-Bihar vármegye harmadik fürdővárosa. Az ország északkeleti régiójában Debrecentől 40 km-re, Nyíregyházától 27 km-re található.

## Története
Már az 1930-as években megállapították, hogy a város területe alatt gazdag hévízkincs rejtőzik, de csak az 1950-es évek végén nyílt lehetőség a kiaknázására. A fúrások nyomán 1958. november 5-én felszínre törő vizet egy - már meglévő Csónakázó tóba - vezették és itt fürödtek mindaddig, amíg az új strand meg nem épült. Azt követően a tó környékét és a közepén levő kis szigetet parkosították, fásították, üdülő házakat építettek. A fahíd, ami összeköt a szigettel, minden arrajáróban romantikát ébreszt: a susogó nádas, a vízen ringatózó csónakok emberek tucatjait vonzza.
Az 1962. július 15-én megnyitott strand (Városi Fürdő) létét az 1019 m mélyről feltörő 67 C fokos gyógyvíznek köszönheti. A víz összetétele vetekszik a Hajdúszoboszlóiéval. 
A termálvizet 1989-ben nyilvánították gyógyvízzé. 
Nagy sókoncentrációjú nátrium-kloridos, jódos-brómos ásványvíz, melynek összes oldott szilárd ásványianyag-tartalma 7981 mg/liter. A gyógyvíz elsősorban ízületi, mozgásszervi és nőgyógyászati betegségek kezelésére alkalmas.

## Szolgáltatások
A strand 14 hektáros területe csendes, árnyas parkosított. A szolgáltatásokat a fedett fürdő emeletén lévő új termál szálló, a kemping, valamint a gyógyrészlegben található büfé egészítik ki. Sportolásra ad lehetőséget a két teniszpálya, a strandröplabda pálya. A botanikus környezetben lévő csónakázó tó található. A 2003-ban történt teljes rekonstrukció eredményeként a Tiszántúl egyik legkorszerűbb fürdője várja a pihenni és gyógyulni vágyókat.

## Medencék
| Típus            | Jelleg  | Hőfok    | Szám |
| ---------------- | ------- | -------- | ---- |
| Csúszdás medence | nyitott | 25-27 °C | 1    |
| Gyerekmedence    | nyitott | 25-27 °C | 1    |
| Gyógymedence     | nyitott | 36-37 °C | 2    |
| Gyógymedence     | fedett  | 36-37 °C | 2    |
| Merülőmedence    | fedett  | 17-19 °C | 2    |
| Úszómedence      | nyitott | 18 °C    | 1    |